# Zamęt (serial telewizyjny)
Zamęt – amerykański serial telewizyjny (dramat kryminalny) wyprodukowany przez HBO Entertainment, Anonymous Content, Night Sky Productions oraz One Olive, który jest adaptacją powieści "Quarry" autorstwa Maxa Allana Collinsa. Serial był emitowany od 9 września 2016 roku do 28 października 2016 roku przez Cinemax, a w Polsce od 10 września 2016 roku do 29 października 2016 roku przez Cinemax Polska.
31 maja 2017 roku, Cinemax ogłosiła anulowanie serialu po jednym sezonie.

## Fabuła
Akcja serialu dzieje się w 1972 roku. Opowiada historię Maca Conwaya, żołnierza piechoty morskiej, który wraca do Memphis, rodzinnego domu po wojnie w Wietnamie. Próbuje odnaleźć się w normalnym życiu, ale zostaje odrzucony przez własną rodzinę. Postanawia rozpocząć współpracę z gangsterami.

## Obsada

### Główna
- Logan Marshall-Green jako Mac Conway[4]
- Jodi Balfour jako Joni
- Damon Herriman jako Buddy
- Edoardo Ballerini jako Karl
- Nikki Amuka-Bird jako Ruth[5]
- Mustafa Shakir jako Moses[6]
- Peter Mullan jako The Broker

### Drugoplanowe
- Jamie Hector jako Arthur[7]
- Skipp Sudduth jako Lloyd[8]
- Kurt Yaeger jako Suggs[9]
- Happy Anderson jako detektyw Vern Ratliff
- Josh Randall jako detektyw Tommy Olsen[10]

## Odcinki
| Sezon | Sezon | Odcinki | Oryginalna emisja | Oryginalna emisja    | Oryginalna emisja | Oryginalna emisja    | Oryginalna emisja |
| Sezon | Sezon | Odcinki | Premiera sezonu   | Finał sezonu         | Premiera sezonu   | Finał sezonu         |                   |
| ----- | ----- | ------- | ----------------- | -------------------- | ----------------- | -------------------- | ----------------- |
|       | 1     | 8       | 9 września 2016   | 28 października 2016 | 10 września 2016  | 29 października 2016 |                   |

### Sezon 1 (2016)
| # | Tytuł                     | Reżyseria     | Scenariusz                      | Premiera (Cinemax)   | Premiera (Cinemax Polska) |
| - | ------------------------- | ------------- | ------------------------------- | -------------------- | ------------------------- |
| 1 | You Don't Miss Your Water | Greg Yaitanes | Graham Gordy, Michael D. Fuller | 9 września 2016      | 10 września 2016          |
| 2 | Figure Four               | Greg Yaitanes | Michael D. Fuller, Graham Gordy | 16 września 2016     | 17 września 2016          |
| 3 | A Mouthful of Splinters   | Greg Yaitanes | Graham Gordy, Michael D. Fuller | 23 września 2016     | 24 września 2016          |
| 4 | Seldom Realized           | Greg Yaitanes | Michael D. Fuller, Graham Gordy | 30 września 2016     | 1 października 2016       |
| 5 | Coffee Blues              | Greg Yaitanes | Jennifer Schuur                 | 7 października 2016  | 8 października 2016       |
| 6 | His Deeds Were Scattered  | Greg Yaitanes | Max Allan Collins               | 14 października 2016 | 15 października 2016      |
| 7 | Carnival of Souls         | Greg Yaitanes | Graham Gordy, Michael D. Fuller | 21 października 2016 | 22 października 2016      |
| 8 | nước chảy đá mòn          | Greg Yaitanes | Michael D. Fuller, Graham Gordy | 28 października 2016 | 29 października 2016      |

## Produkcja
22 maja 2013 roku ogłoszono, że główną rolę w serialu zagra Logan Marshall-Green W tym samym miesiącu, Skipp Sudduth dołączył do serialu. 21 czerwca 2013 roku Nikki Amuka-Bird dołączyła do projektu, wciela się w rolę Ruth. W lipcu 2013 roku ogłoszono, że Kurt Yaeger i Jamie Hector dołączyli do obsady serialu. 3 lutego 2015 roku stacja Cinemax oficjalnie zamówiła pierwszy sezon serialu "Zamęt". 2 kwietnia 2015 roku Mustafa Shakir dołączył do dramatu Cinemax "Quarry". 1 maja 2015 roku Josh Randall dołączył do serialu, wcielił się w rolę detektywa, Tommy'ego Olsena.